# Daulton Hommes
Daulton Hommes (Bellingham, Washington, 4 de julio de 1996) es un jugador de baloncesto estadounidense que actualmente juega para el Paris Basketball de la LNB Pro A francesa. Con 2,03 metros de altura juega en la posición de alero.

## Trayectoria

### Universidad
Jugó durante dos temporadas con los Western Washington Vikings en la NCAA DII desde 2016 a 2018, año en que cambiaría de universidad para ingresar en la Universidad de Point Loma Nazarene para disputar la temporada 2018–2019.

### Profesional
Tras no ser elegido en el Draft de la NBA de 2019, fue contratado por los Milwaukee Bucks para disputar la liga de verano de la NBA.
El 16 de agosto de 2019, Hommes firmó un contrato con los San Antonio Spurs con el que realizó la pretemporada, para después firmar por Austin Spurs de la G League con el que disputaría la temporada 2019-20. El 22 de febrero de 2020, Hommes anotó 23 puntos, siete rebotes, tres asistencias y dos robos en una victoria sobre los South Bay Lakers. En el promedio total de la temporada realizaría 8 puntos y 3 rebotes por juego en 36 partidos para  los Austin Spurs.
El 14 de agosto de 2020, se compromete con el Vanoli Cremona de la Lega Basket Serie A, la primera categoría del baloncesto italiano.
El 19 de agosto de 2021 firmó con los New Orleans Pelicans de la NBA un contrato dual que le permite jugar también en su filial de la G League, los Birmingham Squadron. Pero fue cortado el 21 de diciembre sin llegar a debutar con el primer equipo.
Los Birmingham Squadron, se hacen de nuevo con sus servicios el 19 de febrero de 2022. En el filial de los New Orleans Pelicans promedió 13.4 puntos, 4.4 rebotes y 2.3 asistencias.
El 10 de julio de 2022, firmó con el Saski Baskonia de la Liga Endesa española. El 3 de julio de 2023 el club comunicó que no seguiría en el equipo.En el mismo verano pasaría por quirófano para tratar de recuperar unos problemas en su rodilla los cuales arrastraba desde tiempo atrás.
El 29 de abril de 2024, tras estar entrenando durante un tiempo con el Pallacanestro Reggiana, se anuncia su fichaje por el Aquila Basket Trento de la Lega Basket Serie A hasta junio de 2025.
El 23 de julio de 2024 firmó con el Paris Basketball de la LNB Pro A francesa.